# Haus Köster-Emden
Das Haus Köster-Emden in Altena wurde 1707 erbaut und steht unter Denkmalschutz. Es befindet sich an der Lennestraße 93. 

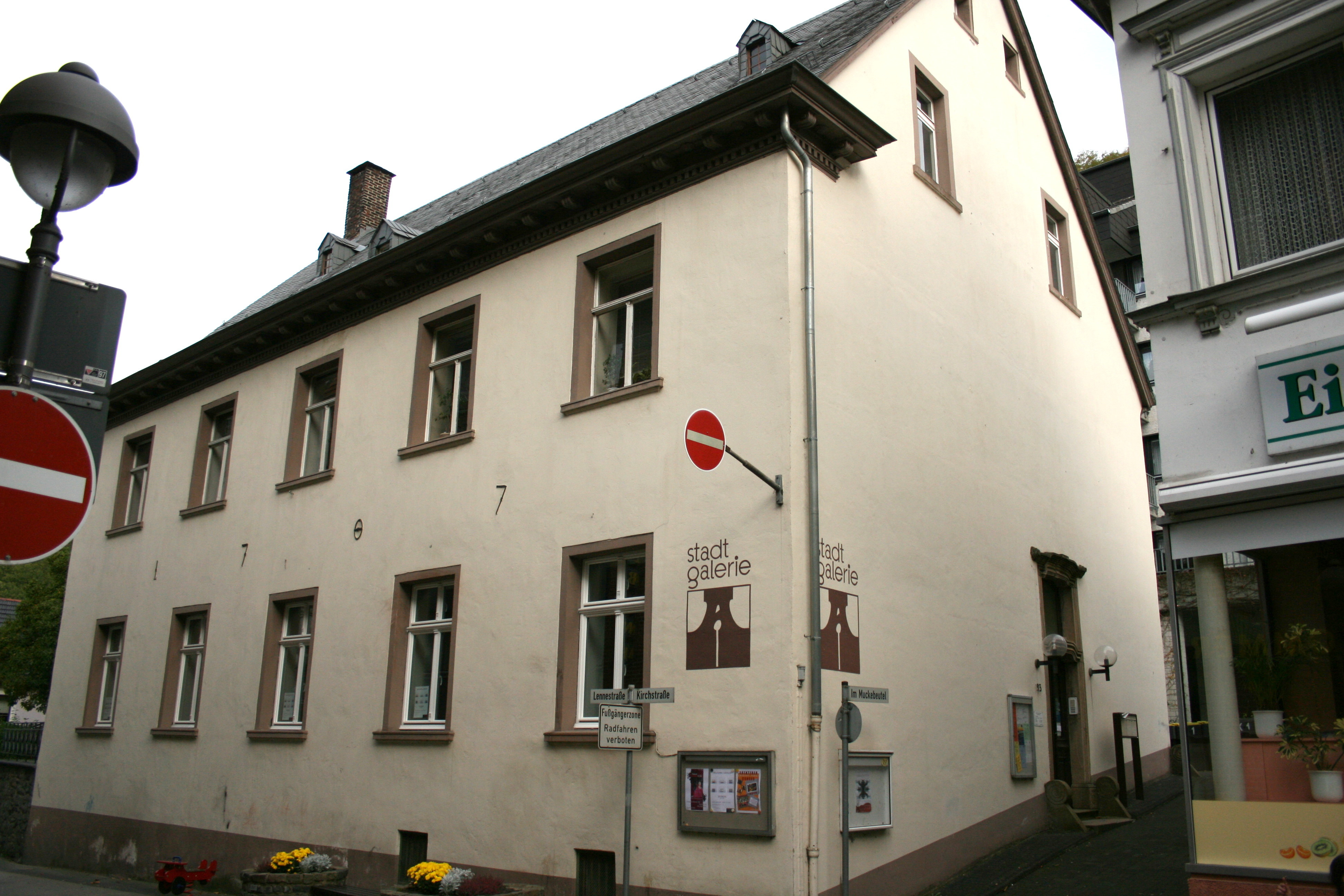
Haus Köster-Emden

## Baugeschichte
Das Gebäude wurde nach dem Stadtbrand von 1702 errichtet und ist eines der ältesten erhaltenen Gebäude der Stadt. Das Haus ist zweistöckig. 
Das auskragende Traufgesims im klassizistischen Stil wurde im 19. Jahrhundert hinzugefügt. Dieses besteht nicht wie angenommen aus Holz, sondern 2021 wurde festgestellt, dass es aus Zink hergestellt wurde. Aus der Bauzeit erhalten sind einige barocke Elemente, so die Sandsteinportale und eine Treppe in das Obergeschoss. In den 1880er Jahren wurde das Innere im historistischen Stil umgestaltet. Bemerkenswert aus dieser Zeit ist die Gestaltung des Flurs im Erdgeschoss. Dazu zählen die Türen, Bauschmuck aus Stuck und ein Boden aus Terrazzo. Der abgenutzte Boden wurde in jüngster Vergangenheit restauriert. Im Zuge der Renovierung wurden an anderer Stelle des Hauses auch Reste von Schablonenmalerei als Fußbodengestaltung aus dem 19. Jahrhundert entdeckt.
Das ehemalige Fabrikantenhaus gehörte ab 1755 dem Reidemeister Carl Wilhelm Selkinghaus und ging später in den Besitz eines Fuhrunternehmens über. Der Schwiegersohn eines der Besitzer diente im Ersten Weltkrieg auf dem versenkten Kreuzer Emden und durfte den vererbbaren Beinamen Emden führen. Deshalb wird das Gebäude als Haus Köster-Emden bezeichnet. Es ging 1975 in den Besitz der Stadt Altena über und diente als Stadtgalerie. Derzeit beherbergt es Büros der Volkshochschule. 
Das Gebäude war im Februar 2024 Denkmal des Monats in Westfalen-Lippe. Am Haus befindet sich ein Glockenspiel, das das Lied Kein schöner Land der lokalen Persönlichkeit Anton Wilhelm von Zuccalmaglio spielt.